# Górski wieniec

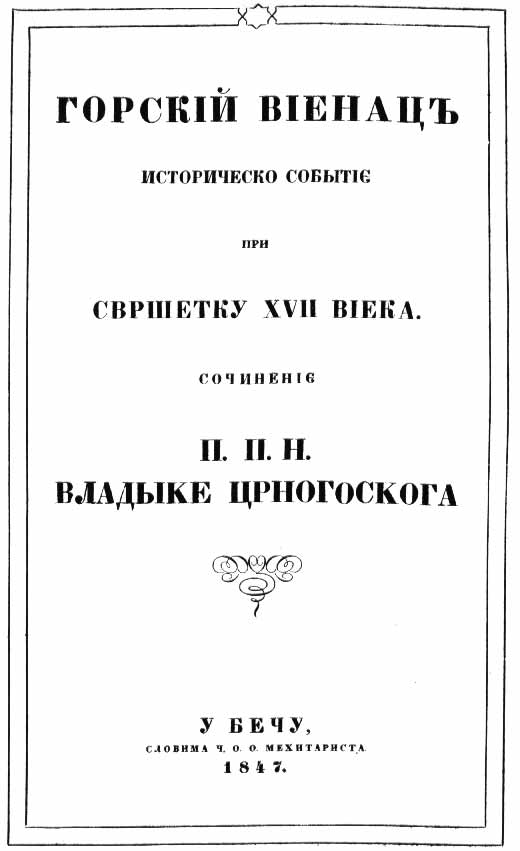
Karta tytułowa pierwszego wydania Górskiego wieńca

Górski wieniec (oryg. serb. Gorski vijenac, cyrylicą Горски вијенац) – utwór czarnogórskiego władyki Piotra II Petrowicia-Niegosza, napisany w 1846 i wydany w roku następnym w Wiedniu. Uważany za jedno z największych osiągnięć literatury serbskiej, a zarazem narodową epopeję czarnogórską.
Treść utworu nawiązuje do walk prawosławnych Czarnogórców z zamieszkującymi ten kraj wyznawcami islamu (tzw. wytępienie poturczeńców), odwołując się do całej historii Serbów, w szczególności bitwy na Kosowym Polu i jej następstw. Przetwarzając motywy znane z mitu kosowskiego, Górski wieniec stanowi wezwanie do walki z Turkami o wyzwolenie wszystkich Serbów. Większa część dzieła napisana została zaczerpniętym z epickich pieśni ludowych serbskich dziesięciozgłoskowcem z cezurą po czwartej lub piątej zgłosce. Przynależność gatunkowa Górskiego wieńca budzi kontrowersje wśród literaturoznawców, którzy klasyfikują dzieło jako epos, dramat lub jako utwór jedyny w swoim rodzaju, niemożliwy do jednoznacznego zaklasyfikowania.

## Okoliczności powstania utworu
Piotr Petrowić-Niegosz interesował się literaturą już przed osiemnastym rokiem życia (tj. przed objęciem godności metropolity Czarnogóry). Przejawiał szczególne zamiłowanie dla ludowej twórczości literackiej swojej ojczyzny, uczył się języków obcych, by móc zapoznawać się również z dziełami pisarzy i poetów zagranicznych. Wiadomo, iż dobrze poznał literaturę rosyjską, w mniejszym stopniu francuską, angielską i włoską oraz pojedyncze utwory polskie i czeskie. Podstawowym źródłem dla jego oryginalnych utworów pozostawała jednak ludowa pieśń serbska i czarnogórska, którą starał się naśladować w kilku zbiorach wierszy.
Zdaniem Henryka Batowskiego rosnące ambicje poetyckie z połączeniu z silnymi uczuciami patriotycznymi były główną przyczyną powstania Górskiego wieńca. Niegosz, dobrze znający literatury obce, stwierdził, że w literaturze czarnogórskiej brakuje eposu narodowego i postanowił wypełnić tę lukę i wzbogacić rodzimą kulturę o utwór, który mógłby odegrać taką rolę. Wybór tematu dzieła był natomiast związany z bieżącą sytuacją polityczną Czarnogóry. Poemat o wytępieniu wrogów wewnętrznych miał zwrócić uwagę na fakt, że i w czasach współczesnych autorowi Czarnogóra boryka się z podobnym problemem. 

## Treść

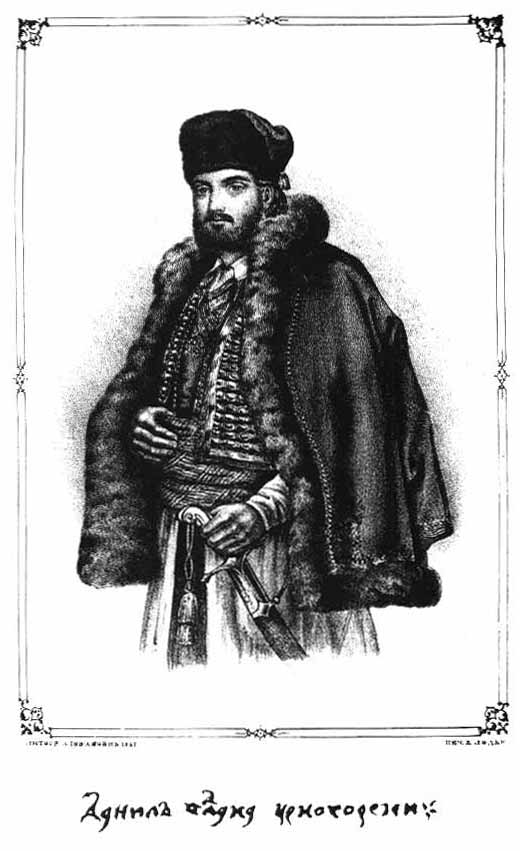
Władyka Daniel I, ilustracja do pierwszego wydania Górskiego wieńca, będąca w rzeczywistości stylizowanym portretem autora

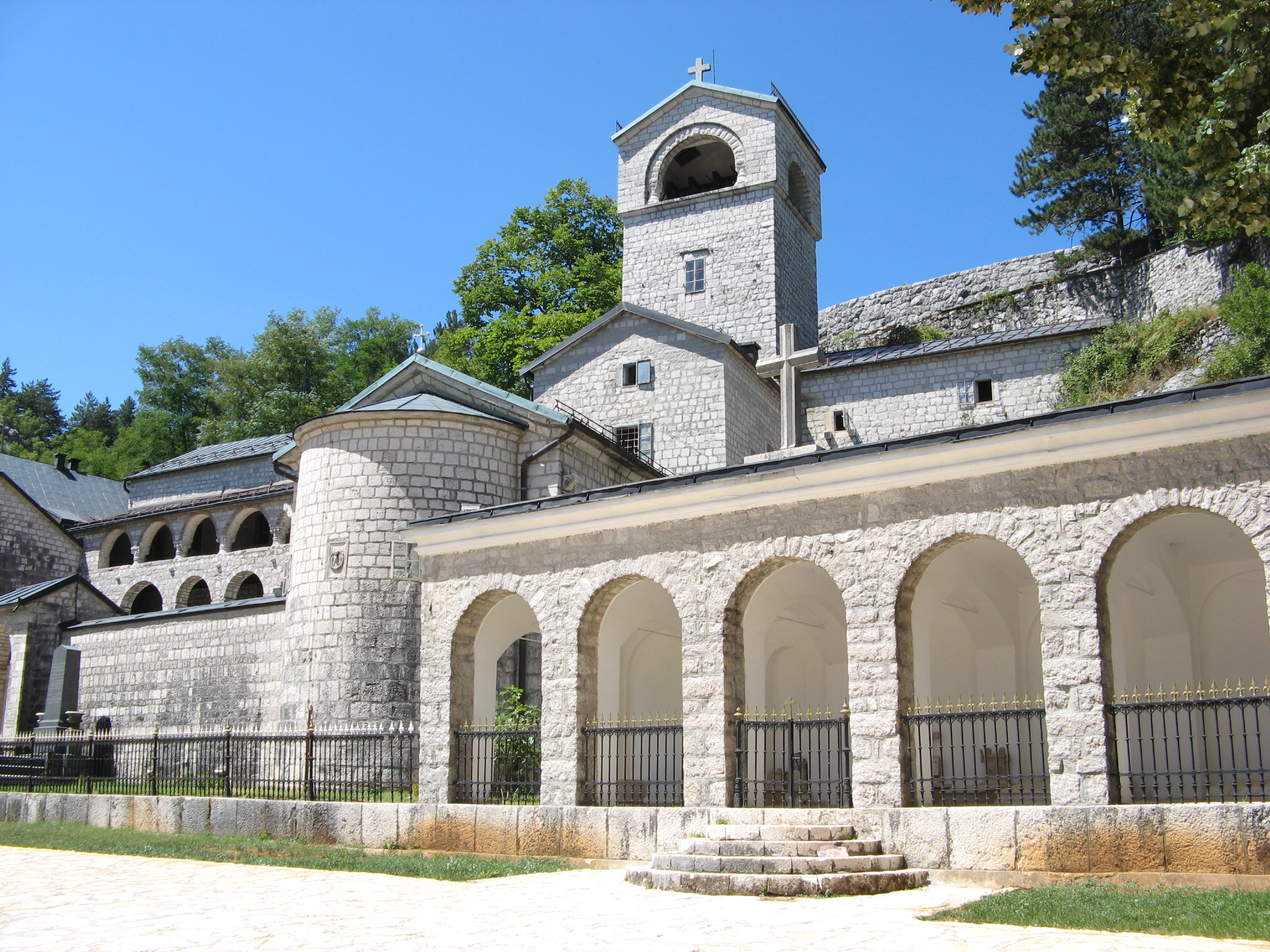
Monaster Narodzenia Matki Bożej w Cetyni

Dzieło rozpoczyna się Ofiarowaniem prochom ojca Serbii – 38-wierszową dedykacją całego utworu Jerzemu Czarnemu. Niegosz oddaje w nim hołd walce tego ostatniego o niepodległość Serbii i zapowiada odrodzenie narodowe Serbów.
Akcja utworu rozgrywa się w ostatnich latach XVII w. Władyka czarnogórski Daniło ubolewa nad potęgą turecką, którą utożsamia z siłami szatańskimi. Wspomina bitwę na Kosowym Polu i późniejsze walki z Turkami, konkludując, iż Czarnogóra jest jedyną siłą na Bałkanach, która nadal stawia im opór. Rozpacza nad klęskami Serbów i ich sytuacją pod panowaniem tureckim. Wspomina wreszcie, że i on sam omal nie został zamordowany przez Turków. Słuchający jego słów serdar Wuk Miciunowicz przypomina mu o bohaterstwie Serbów.
W święto Narodzenia Matki Bożej (8 września według kalendarza juliańskiego) w Cetinje odbywa się zgromadzenie rodów czarnogórskich. Tańcząc kolo, zgromadzeni śpiewają pieśń o upadku Serbii Nemaniczów, uznając to za przejaw gniewu Bożego na wewnętrzne spory między możnowładcami serbskimi. Wspominają czyny Miloša Obilicia. Zebrani wojewodowie i serdarzy, pod wpływem pieśni ludu, dochodzą do wniosku, że Czarnogórcy muszą „zmyć hańbę panowania tureckiego”. Pojawiają się przedstawiciele plemienia Ozriniciów, opowiadając o zwycięskiej potyczce z Turkami. Słuchając o ostatnich starciach, władyka Daniło oznajmia, że obawia się wojny domowej między czarnogórskimi poturczeńcami a tymi, którzy pozostali przy prawosławiu. W kolejnym monologu wzywa swoich rodaków do podjęcia walki, nawet z przeważającymi siłami wroga. Poruszeni słowami metropolity wojownicy chcą natychmiast uderzyć na poturczeńców. Duchowny jednak jeszcze się waha: nie chce bratobójczej wojny domowej, proponuje pokojowo udać się do plemion, które przyjęły islam, i nakłonić je do powrotu do prawosławia. Jego słowom sprzeciwia się serdar Janko, wołając, iż każdy przyszły zdrajca swojej ojczyzny rodzi się zdrajcą i nie jest możliwe porozumienie z nim. Tańczący kolo przypominają w pieśni o muzułmańskim wodzu Skenderbegu, który urodził się jako Serb, Stanislav Crnojević.
Pojawiają się naczelnicy tureccy. W rozmowie ze zgromadzonymi przywódcami Czarnogórców napomykają o możliwym porozumieniu. Daniło modli się o podjęcie przez nich decyzji o powrocie do wiary przodków – przypomina, że wielu z nich przyjęło islam z powodu represji tureckich wobec chrześcijan. Muzułmanie przyjmują jego słowa nieprzychylnie. Jeden z nich, Skender-Aga, stwierdza, że w Czarnogórze nie ma miejsca dla dwóch religii, sugeruje całkowitą supremację islamu. Zebrani Czarnogórcy zaczynają rozmowy o błahostkach, opowiadają sobie anegdoty, w ten sposób zniechęcając muzułmanów do dalszej rozmowy. Jedynie wojwoda Batrić raz jeszcze otwarcie wzywa poturczeńców do wyrzeczenia się islamu. W odpowiedzi muzułmanin Mustaj występuje z gorącą apologią islamu. Na to knez Janko stwierdza, iż słowa Mustaja ostatecznie potwierdziły, że między wyznawcami dwóch religii nie może być zgody. Wuk Miciunowicz wzywa do zbrojnego starcia. Skender-Aga nie rozumie wzburzenia serdarów, pyta, czy mimo różnic religijnych wszyscy zebrani nie należą do jednego narodu. Wuk Miciunowicz ponownie wspomina bohaterską przeszłość Serbów. Ten sam temat powraca w pieśni tańczących kolo.
Pojawiają się kawasowie (tureccy strażnicy) przybyli z Podgoricy z listem tureckiego wezyra Selima do władyki. Duchowny czyta pismo pełne pogardy wobec chrześcijan i pogróżek pod ich adresem, po czym natychmiast redaguje odpowiedź, pisząc o klęskach, jakie ponosili Turcy w ataku na Europę. Wuk Miciunowicz, prosząc posłów o oddanie listu władyki, wręcza im dodatkowo nabój jako „zapłatę czarnogórskiej głowy”. Tańczący kolo wspominają zwycięstwa Czarnogórców z walkach z Turkami.
Nadchodzi wojwoda Draszko, powracający z Wenecji. Na prośbę zgromadzonych opowiada o swoich wrażeniach z wizyty w tym miejscu: Wenecja zrobiła na nim fatalne wrażenie, wydała mu się przeludniona, pełna żebraków, nie przypadły mu do gustu również rozrywki mieszkańców (teatr), zaś przepełnione więzienie skłoniło go do uznania Republiki Weneckiej za kraj ucisku. Opowiada, że mieszkańcy Wenecji uważają Czarnogórców za dzikusów, czy wręcz ludożerców.
Serdarzy zaczynają jeść barana, tradycyjnie wróżąc z jego kości. Wukota Merwaljewicz stwierdza, że wróżba zapowiada śmierć wielkiej liczby ludzi, liczba ofiar ma być porównywalna z bitwą na Kosowym Polu. Wuk Lieszewostupac śpiewa przy akompaniamencie gęśli pieśń o tej bitwie. Nagle zebrani słyszą śpiewy weselne – to zawierane jest mieszane małżeństwo muzułmanki z prawosławnym. Serdarzy z pogardą komentują, iż w islamie małżeństwo nie jest traktowane jako sakrament. Swaci, prawosławni i muzułmanie, śpiewają na przemian pieśni o swoich bohaterach. To z kolei skłania serdarów do utwierdzenia się w przekonaniu, że zgoda między dwoma religiami jest niemożliwa. Po odejściu orszaku weselnego pojawia się siostra zabitego przez Turków czarnogórskiego wojownika Batricia. Śpiewa żałobną pieśń, wspomina brata, po czym przebija się sztyletem.
Do zgromadzenia dołączają ludzie z plemienia Cuców, prowadząc ze sobą wróżbiarkę i oskarżając ją o powaśnienie Czarnogórców różnych wyznań za pomocą czarów. Słysząc, że może zostać bez sądu ukamienowana, kobieta przyznaje się do rzucenia stosownych uroków za namową Turków. Po jej wyprowadzeniu pojawia się niewidomy prawosławny mnich, ihumen Stefan. Stary duchowny wspomina swoją wieloletnią służbę w Cerkwi prawosławnej, snując refleksje o człowieku i świecie. Wyraża żal z powodu porzucenia prawosławia przez część Słowian południowych, natomiast zgromadzonych Serbów wzywa do podjęcia walki o wyzwolenie. Serdarzy udają się na spoczynek. Widząc rano ihumena pogrążonego nadal w modlitwie, kierują się do cerkwi i przed nią składają przysięgę wspólnej walki z poturczeńcami.
Nadchodzi wieczór wigilijny. Władyka i ihumen Stefan szykują się do wieczerzy. Wpada żak, oznajmiając, że słyszał w okolicy Cetyni odgłosy walki. Duchowni nie dowierzają jego słowom, lecz po chwili pojawiają się przed nimi wojwoda Batricz, stwierdzając, że Czarnogórcy rozpoczęli niszczenie domów poturczeńców, zabijając tych, którzy nie chcieli przyjąć chrztu. Nadchodzą kolejni uczestnicy walk, ludność znowu zaczyna tańczyć kolo, sławiąc uczestników ataku na poturczeńców.
Ostatnia scena dramatu rozgrywa się w Nowy Rok. Władyka Daniło z zadowoleniem przyjmuje kolejne wiadomości o tępieniu poturczeńców. Czarnogórcy zwyciężają.

## Publikacja i recepcja
Górski wieniec został po raz pierwszy wydany drukiem w Wiedniu w 1847. Na karcie tytułowej autor ukrył się pod pseudonimem „P.P.N., władyka czarnogórski”.
Ze względu na swoje znaczenie dla kultury serbskiej i czarnogórskiej dzieło zyskało przydomek „serbskiej Iliady”. Zostało entuzjastycznie przyjęte już w momencie wydania i od tamtej pory zachowuje ogromną popularność w Serbii i w Czarnogórze. Zdaniem Henryka Batowskiego utwór ten przewyższa wszystkie wcześniejsze osiągnięcia piśmiennictwa południowosłowiańskiego.

### Chronologia przekładów[7]
- między 1847 na 1852 – pierwszy przekład włoski, we fragmentach,
- 1878 – drugi przekład na włoski, pełna wersja tekstu,
- 1886 – pierwszy przekład niemiecki,
- 1887 – pierwszy przekład rosyjski,
- 1891 – pierwszy przekład bułgarski,
- 1895 – pierwszy przekład czeski,
- 1897 – drugi przekład czeski,
- 1902 – trzeci przekład włoski,
- 1902 – pierwszy przekład węgierski,
- 1907 – pierwszy przekład słoweński,
- 1913 – pierwszy przekład szwedzki,
- 1917 – pierwszy przekład francuski,
- 1930 – pierwszy przekład angielski,
- 1932 – pierwszy przekład polski (Henryka Batowskiego),
- 1939 – drugi przekład niemiecki,
- 1939 – czwarty przekład włoski,
- 1947 – drugi przekład słoweński
- 1947 – pierwszy przekład macedoński,
- 1948 – drugi przekład węgierski,
- 1948 – drugi przekład rosyjski,
- 1949 – drugi przekład bułgarski.

## Cechy utworu

### Tytuł
Tytułowy wieniec jest symbolem chwały mieszkańców Czarnogóry, ich wielowiekowych walk z Turkami i okazywanej w ich czasie odwagi. Ukazuje ich godność jako prawdziwie wolnej społeczności, zarazem sławiąc wszystkie narody walczące o wolność lub broniące jej.

### Przynależność gatunkowa i struktura
Klasyfikacja gatunkowa Górskiego wieńca stanowi przedmiot kontrowersji wśród literaturoznawców.
W opinii części badaczy forma tego utworu jest całkowicie wyjątkowa w historii literatury i wymyka się istniejącym konwencjom w zakresie klasyfikacji tekstów. Opinię taką wyraził m.in. G. Gesemann. Poparł go Henryk Batowski, który opowiadał się za traktowaniem Górskiego wieńca jako „utworu sui generis” (jedynego w swoim rodzaju) z przewagą pierwiastków epickich. Dostrzegał przy tym elementy struktury tragedii antycznej, poprzez wprowadzenie do dzieła grupy tańczących kolo, których pieśni odgrywają rolę wypowiedzi chóru w dramacie greckim i rzymskim, wyrażając odwieczną mądrość, utożsamioną z „głosem ludu”.
Z kolei serbski literaturoznawca Pavle Popović, biorąc pod uwagę głównie zewnętrzną strukturę dzieła, klasyfikował Górski wieniec jako dramat. M. Curtis uważa Górski wieniec za dramat niesceniczny. Przywołuje również inne określenia występujące w serbskiej literaturze przedmiotu: epika w dialogach lub poemat dramatyczny. Danuta Wierzchołowska wpisuje natomiast strukturę Górskiego wieńca w poszukiwania formalne twórców romantycznych, stwierdzając, iż jest możliwe, by autor utworu pragnął napisać dramat romantyczny. Tadeusz Grabowski, autor pierwszej polskiej analizy dzieła (z 1877), porównał je do libretta kantaty. Marian Jakóbiec określił Górski wieniec jako udramatyzowaną pieśń ludową, przekształcenie literatury ludowej w doskonałe dzieło sztuki pisanej.
Struktura utworu była również opisywana przy pomocy opracowanego przez późniejszą krytykę. W rękopisie oraz pierwszym wydaniu Górski wieniec nie był podzielony na części składowe. Podział na cztery części i siedemnaście obrazów pojawił się w późniejszych wydaniach dzieła z inicjatywy krytyków literackich i historyków piśmiennictwa serbskiego. W ten sposób Górski wieniec był interpretowany jako zestawienie obrazów powiązanych ze sobą wspólnym tematem, które razem dają pełną poetycką wizję Czarnogóry i Czarnogórców.
Część wypowiedzi bohaterów zbudowana jest w formie naśladującej ludowe przysłowia, gdyż w zamiarze autora miały one przekazywać ponadczasowe prawdy i skłaniać czytelnika do refleksji nad nimi.

#### Forma wiersza
Górski wieniec napisany został zaczerpniętym z epickich pieśni ludowych serbskich dziesięciozgłoskowcem z cezurą po czwartej lub piątek zgłosce. Niektóre partie tekstu Niegosz celowo skomponował prozą. Jedynie pieśń żałobna siostry Batricia napisana została dwunastozgłoskowcem, a pieśń weselna – dziewięciozgłoskowcem. Dedykację wiersza autor zredagował natomiast szesnastozgłoskowcem, przy użyciu rymów nieobecnych w dalszych partiach tekstu. W czterech miejscach dedykacji Niegosz pozostawił puste, wykropkowane wiersze, za pomocą których sygnalizował własne pogrążenie się w rozmyślaniach.

### Tematyka
Akcja Górskiego wieńca nawiązuje do autentycznych wydarzeń – tzw. wytępienia poturczeńców (serb. istraga poturica, истрага потурица), tj. Serbów, którzy przyjęli islam i kulturę turecką. Inspiratorem tego wydarzenia był władyka czarnogórski Daniel (Daniło). Ze względu na niewielką ilość opisów walk z poturczeńcami nie jest możliwe ustalenie szczegółowych okoliczności tego wydarzenia. Jest jednak pewne, że „wytępienie” nie było aktem jednorazowym, jak przedstawił je Niegosz, lecz dłuższym, być może kilkunastoletnim, procesem. Według M. Curtisa Niegosz zmienił również rolę władyki Daniela w wydarzeniach, czyniąc z niego jedynie częściowego inspiratora, który więcej rozmyśla nad położeniem Czarnogórców, niż działa – zasadniczą rolę w wytępieniu odgrywają serdarzy.
Walka z poturczeńcami jest jedynym tematem dzieła, wokół niej skupiają się nawet wątki pozornie poboczne, jak opis wizyty jednego z czarnogórskich wodzów w Wenecji. Ukazanie zachodnich Europejczyków jako ludzi słabych, oddających się błahym rozrywkom i odmawiających Słowianom południowym pomocy w walkach z Turkami miało podkreślić bohaterski wymiar walk Czarnogórców z tymi ostatnimi. Najprawdopodobniej Wenecja oznaczała w zamiarze Niegosza Austrię, jednak krytyka tej ostatniej nie mogła pojawić się w tekście, gdyż autor postanowił wydać go w Wiedniu.

#### Wizja Czarnogóry i Turcji
Górski wieniec ukazuje Czarnogórę jako jedyną na świecie krainę wolności, znajdującą się pod szczególną opieką boską dzięki dzielności swojego ludu. Obowiązkiem Czarnogórców jest dalsza walka, by mogli oni nie tylko obronić własną niezależność, ale i zanieść ją innym narodom. Symbolem tego poglądu jest scena, w której bohaterowie, stojąc na jednym ze szczytów Lovćenu, obserwują świat pokryty chmurami – jedynie Czarnogórę oświetla słońce. Przyrodzona wolność czarnogórska to wolność junacka (serb. junačka sloboda), której istotą jest walka z uciskiem, odrzucenie każdej ingerencji w swobodę jednostki, zbrojne przeciwstawienie się wrogowi.
Całkowitym przeciwieństwem Czarnogóry jest Imperium Osmańskie – ucieleśnienie zła i ucisku, stały przeciwnik walczących o wolność. Górski wieniec zawiera równocześnie sugestię o niemożności jego całkowitego zniszczenia, jak i wezwanie, by mimo tego walczyć z nim.

#### Rola prawosławia
Górski wieniec wielokrotnie podkreśla związek narodu serbskiego z prawosławiem, jednak zdaniem wielu krytyków prawosławna nauka moralna i społeczna ulega w utworze przetworzeniom przez pryzmat religii ludowej i serbskich mitów narodowych. Petrowić-Niegosz świadomie przedstawia walkę z Turkami i poturczeńcami jako kolejną odsłonę walki dobra ze złem, co zbliża go do manicheizmu. Autor z jednej strony wyrażał tutaj własną, specyficzną religijność, z drugiej świadomie decydował się na eklektyzm twórczy. Dorota Gil upatruje źródła takiej postawy w wewnętrznym rozdarciu władyki czarnogórskiego między rolami metropolity prawosławnego, poety i świeckiego władcy, jakiemu on sam dawał wyraz w prywatnej korespondencji.
Niektórzy bohaterowie dzieła wyrażają pogląd, iż przedstawiciele różnych wyznań mogą żyć obok siebie, najważniejsze jest bowiem, by wierzyć w Boga – nieważne natomiast, według zasad jakiej religii. Niegosz pragnął bowiem zawrzeć w Górskim wieńcu myśl, iż wszyscy są przede wszystkim ludźmi, zaś dopiero w dalszej kolejności przedstawicielami różnych narodów i religii. Dlatego władyka Daniło nie przyjmuje wieści o wytępieniu poturczeńców z radością.

#### Mit kosowski

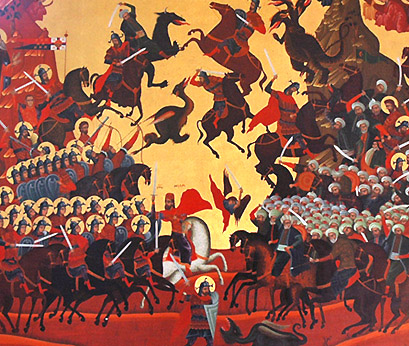
Bitwa na Kosowym Polu, ikona serbska

Górski wieniec ewokuje utrwalony w kulturze serbskiej mit kosowski i trzy najważniejsze jego figury: Łazarza Hrebeljanovicia, cara zawierającego przymierze z Bogiem w imieniu narodu serbskiego, mściciela słusznej sprawy Miloša Obilicia oraz zdrajcę Vuka Brankovicia. Serbski pisarz Ivo Andrić w swoim eseju Njegoš jako tragiczny bohater kosowskiej idei rozwija tezę, iż mit kosowski powinien być uznawany za główne źródło Górskiego wieńca, gdyż był on główną dominantą współczesnej autorowi kultury czarnogórskiej. Andrić twierdzi, iż mit ten w decydujący sposób ukształtował całe życie i twórczość Niegosza. Górski wieniec nie tylko przywołuje bohaterów mitu kosowskiego, ale też nawiązuje również do postrzegania samego Kosowa jako miejsca szczególnego, grobu, w którym wszyscy Serbowie na zawsze stracili szczęście. Z kolei badaczka kultury serbskiej Dorota Gil zauważa, że wątki oparte na micie kosowskim były nowością w literaturze i kulturze czarnogórskiej. We wcześniejszych czarnogórskich epickich pieśniach ludowych funkcjonował odmienny repertuar bohaterów i tematów. Mit kosowski, wielki temat kultury serbskiej, został przedstawiony Niegoszowi przez jego nauczyciela Simę Milutinovicia Sarajliję i to on zwrócił szczególną uwagę przyszłego czarnogórskiego władyki na postać mściciela Miloša Obilicia.
Z trzech podstawowych postaci mitu kosowskiego szczególne znaczenie w utworze mają dwie ostatnie. Kilkakrotnie wspominane, urastają one do rangi ostrzeżenia dla współcześnie żyjących Serbów – Branković staje się symbolem współczesnych poturczeńców, zaś Obilić – szlachetnego patrioty gotowego ponieść dla ojczyzny każdą ofiarę i dokonać każdego czynu. Utwór sugeruje, że wyzwolenie Serbii spod panowania tureckiego możliwe jest tylko wtedy, gdy Obilić znajdzie naśladowców. Przymierze Łazarza zostaje odsunięte na dalszy plan, na pierwszy wysuwa się wezwanie do walki o odrodzenie Serbii. Symbolizujący ją Miloš Obilić stanowi punkt odniesienia dla wszystkich bohaterów serbskich – historycznych i przyszłych.
Jak pisał B. Czapik

Zdając sobie sprawę z możliwości stymulowania uczuć i wartości, a więc oddziaływania na świadomość jednostkową i społeczną, Njegosz wpisuje się w poczet romantycznych zwolenników symbolicznego języka mitu. Przejmuje z niego i rozbudowuje te znaki wyobraźniowego uniwersum, które sprzyjają rozwojowi serbskiej i czarnogórskiej wspólnoty społecznej, służą jej integracji kulturowej i narodowej; rezygnuje zaś z tych aspektów mitycznej mowy, które wyczerpały swoje możliwości kulturowego oddziaływania (...)

Posługiwanie się elementami mitu z jednej strony i eliminacja tych, które nie były już rozpoznawalne i zrozumiałe w społeczności czarnogórskiej z drugiej sprawia, że dzieło Niegosza może być równocześnie zaliczone do utworów wpisujących się w romantyczne teksty mitotwórcze oraz do utworów demitologizujących. Aktualizując świadomość mityczną odbiorców, autor występuje równocześnie jako poeta, świecki działacz państwowy, hierarcha cerkiewny oraz filozof poszukujący odpowiedzi na pytania związane z pozytywnymi i negatywnymi aspektami działania jednostek, pragnący odnaleźć wzorzec odpowiedzialnego postępowania zgodnego z religijnym systemem wartości.
Przedstawiona przez Niegosza interpretacja mitu kosowskiego obok działalności Vuka Karadžicia stała się podstawą dla serbskiej powieści romantycznej. 

#### Idea narodowa
Górski wieniec rozwija mit kosowski w kierunku romantycznego mesjanizmu – mówiąc o cierpieniach Serbów, poeta wyraża wiarę w ich szczególną misję oraz dokonuje sakralizacji całego prześladowanego narodu. Z tych powodów interpretowany był jako utwór utrzymany w duchu romantycznego nacjonalizmu i gloryfikacji narodu. Zdaniem M. Curtisa dzieło powinno być raczej traktowane jako narodowotwórcze – Niegosz nie tyle sławił już istniejącą wspólnotę narodową Czarnogórców, co ukazywał pozytywny przykład współdziałania ponad plemiennymi separatyzmami, pragnął przyczynić się do ich przezwyciężenia.
Walka prowadzona przez Czarnogórców ma w utworze zawsze charakter obronny lub jest w ten sposób prezentowana. Podkreśla się również, iż podstawową wartością, dla której walczą bohaterowie, jest wolność – jedyna wartość, która może usprawiedliwiać przelew krwi. Ślepa przemoc, nie podbudowana wyższymi celami, zostaje potępiona. Mimo tego niektórzy autorzy interpretują Górski wieniec jako pochwałę czystek etnicznych.

#### Elementy i inspiracje ludowe
Inspiracją dla tematyki Górskiego wieńca były doskonale znane Niegoszowi pieśni epickie śpiewane przez jego rodaków. Oprócz tego autor zawarł w epopei wiele typowo czarnogórskich obyczajów ludowych (obcinanie warkoczy przez kobiety po śmierci wojownika pochodzącego z rodziny, wróżenie z kości barana, przebieg wesela).
Górski wieniec nie stanowi jednak bezkrytycznej apologii kultury ludowej: dzieło nie tylko przywołuje wybrane motywy i symbolikę ludową, ale w kilku przypadkach podejmuje ich krytykę, o ile autor był zdania, że ich kultywowanie stanowi przeszkodę na drodze rozwoju Czarnogóry w budowie nowoczesnego państwa.

### Treści filozoficzne
W Górskim wieńcu Niegosz zawarł elementy własnej filozofii życiowej, wykształconej w większym stopniu pod wpływem osobistych doświadczeń niż lektur (jego znajomość filozofii chrześcijańskiej, muzułmańskiej oraz greckiej była jedynie częściowa). Przekonania metropolity czarnogórskiego wpisują się w południowosłowiański nurt mesjanizmu – mimo pesymizmu, jakie przynosi spojrzenie na dotychczasową historię Serbii i Czarnogóry, Niegosz wierzy, że walka narodowowyzwoleńcza, nawet okupiona ciężkimi stratami w ludziach, przyniesie ostatecznie zwycięstwo. Poeta zawarł w Górskim wieńcu również swoje rozważania o Boskiej potędze, nieładzie panującym na świecie i jego możliwym sensie. Jego refleksje wypowiadają w utworze władyka Daniło oraz ihumen-filozof Stefan. Osobne znaczenie ma w tym kontekście motyw samotności, na którą w poemacie uskarża się Daniło. Henryk Batowski uważa jego wypowiedzi, świadczące o samotności wykształconego duchownego wśród kierującego się prawem zwyczajowym, na poły barbarzyńskiego narodu, za wyraz analogicznych uczuć Niegosza.

### Bohaterowie

#### Sposób kreacji
Wśród interpretatorów Górskiego wieńca istnieje spór o to, na ile bohaterowie utworu są indywidualnymi kreacjami, na ile zaś winni być traktowani jako typy lub symbole określonych postaw i wartości.

#### Język tekstu
Górski wieniec został w całości napisany językiem ludowym, jakim posługiwali się na co dzień mieszkańcy Czarnogóry. Miało to służyć jego nobilitacji i podniesieniu do rangi języka, w którym można tworzyć wielką literaturę. Fakt stworzenia dzieła w języku ludowym wpisuje się w ówczesne tendencje tworzenia serbskiego języka literackiego.
Fakt, iż Piotr II Petrowić-Niegosz nie utożsamiał się całkowicie z kulturą ludową swojego kraju, mimo czerpania z niej inspiracji, znalazł swoje odzwierciedlenie również w warstwie lingwistycznej tekstu. Przy zachowaniu słownictwa ludowego Górski wieniec utrzymany jest w podniosłym, patetycznym stylu, co miało sugerować, iż jest to utwór zupełnie inny od wcześniej twórczości anonimowych twórców czarnogórskich. Zdaniem M. Curtisa zestawienie takie brzmi w niektórych partiach dzieła nienaturalnie.